# Panchiko
Panchiko är ett brittiskt indierockband från Nottingham i England. Bandet bildades någon gång mellan 1997 och 1998, och bestod ursprungligen av sångaren och gitarristen Owain Davies, gitarristen/keyboardisten Andrew "Andy" Wright, basisten Shaun Ferreday och en trumslagare vid namn John. Ett år efter återupplivandet av Panchiko år 2020 anslöt sig två nya medlemmar till bandet, gitarristen Robert "Rob" Harris och John Schofield, som ersatte den ursprungliga trumslagaren.
Bandet uppmärksammades först 2016, då en användare på internetforumet 4chan upptäckte deras demo-EP D>E>A>T>H>M>E>T>A>L på en loppmarknad i Sherwood, Nottingham, varpå användaren delade albumet på forumets sektion för diskussioner om musik. Ljudet på albumet var då kraftigt förvrängt på grund av skivröta. Bandet fick snabbt ett dedikerat kultfölje, vars medlemmar hängivet försökte lokalisera bandmedlemmarna. Detta var helt okänt för bandmedlemmarna fram till 2020, då Owain Davies blev kontaktad av en användare på Facebook.
Sedan dess har Panchiko släppt två samlingsalbum med remastrade versioner av sina äldre låtar: en nyutgåva av D>E>A>T>H>M>E>T>A>L, som kombinerar bandets första två EP-skivor, och "Ferric Oxide (Demos 1997-2001)". I december 2021 genomförde bandet sin första konsert på över tjugo år i sin hemstad Nottingham, och därefter påbörjade de sin första turné i USA. I november 2021 hade Panchiko sammanlagt över 10 miljoner strömningar på Spotify. År 2023 hade de över 800 000 lyssnare varje månad.
I maj 2023, efter bandets andra USA-turné, utgavs debutalbumet Failed at Math(s).

## Historia

### Panchikos första tid, D>E>A>T>H>M>E>T>A>L och uppbrott (1997–2001)
Panchiko bildades mellan åren 1997 och 1998 när bandmedlemmarna var 16–17 år gamla Bandet bestod av Owain Davies, Andy Wright, Shaun Ferreday, samt John, som var barndomsvänner från Nottingham. Bandnamnet Panchiko härstammar från en felstavning av det japanska automatspelet pachinko. Davies har påpekat att bandets låttexter och image har påverkats av otaku-kulturen, och har beskrivit sig själv som en stor beundrare av anime-soundtracks, JRPG-spel och Studio Ghibli. Bandets musik var influerad av Radiohead, Super Furry Animals, Ultrasound, Air, The Beatles, DJ Shadow, Joy Division, New Order, Nirvana, och Kid Loco.
Till en början uppträdde bandet på lokala pubar, trots att samtliga bandmedlemmar var minderåriga. De deltog även i olika musiktävlingar, men vann aldrig och mottog sällan positiv feedback. Efter ett misslyckat försök till att spela in musik i en studio, började Panchiko så småningom producera musik i medlemmarnas källare och sovrum, och använde sig av mycket billig utrustning. Enligt Davies spelades deras första EP D>E>A>T>H>M>E>T>A>L in mellan 1999 och 2000, med Wright som gruppens producent. EP:n färdigställdes i juni 2000.
Albumomslaget togs från manga-serien Mint na Bokura av Wataru Yoshizumi, som utgavs 1997-1999. Anmärkningsvärt är att bandmedlemmarna enbart krediterades vid sina förnamn på EP:n. Låtarna på EP:n har beskrivits som emo, industrial, drömpop, psykedelisk, shoegaze, triphop, och vaporwave.
Omkring 30 egenproducerade exemplar brändes på CD-R-skivor och delades ut bland bandmedlemmarnas vänner. Ett fåtal kopior skickades till recensenter och skivbolag. Förutom några "inte särskilt positiva" recensioner fick Panchiko endast svar från ett skivbolag de hade skickat sin EP till, det London-baserade skivbolaget Fierce Panda. Trots visst intresse från Fierce Panda skrev Pachinko inte på för något skivbolag. Davies menade att de inte hade någon möjlighet att uppträda i London vid tidpunkten, och påpekade att "ingen skivbolagsrepresentant skulle resa till Nottingham för att se ett band." Mellan 2000 och 2001 spelade Panchiko in tre ytterligare låtar för EP:n Kicking Cars, som aldrig släpptes.
Wright minns att de uppträdde på en liten festival i Sutton-in-Ashfield i mitten av 2001, efter vilken Panchiko upplöstes. Davies minns att detta beslut inte var helt medvetet men samtidigt naturligt eftersom han, Wright och Ferreday redan var inskrivna på college, medan John hade inkallats till militären.

### Efter uppbrottet (2001–2016)
Under tiden mellan inspelningen av D>E>A>T>H>M>E>T>A>L och upptäckten av bandet 2016 var Wright den enda medlemmen som fortsatte att syssla med musik. Efter college uppträdde han med det Nottinghambaserade konstrockbandet Swimming. Efter det startade han sitt eget musikprojekt kallat We Show Up on RadaR. Wright har mixat, mastrat och producerat för de nämnda grupperna, samt åt andra band som professionell ljudtekniker.
Davies producerade under en kort tid elektronisk musik, och var även VJ på ett antal liveevenemang inom spelindustrin, men satsade så småningom på en karriär inom utbildningssektorn. Ferreday sålde sina gitarrer och hade inte spelat musik igen förrän inför Panchikos framtida återförening. Han har därefter arbetat som arborist. Den ursprungliga trummisen John blev inkallad till militären strax efter att Panchiko upplöstes, varpå de andra tre medlemmarna helt förlorade kontakten med honom.

### Upptäckt och sökinsats (2016–2020)
Den 21 juli 2016 upptäcktes Panchikos EP D>E>A>T>H>M>E>T>A>L av en anonym 4chan-användare i en second hand-butik i Oxfam. Användaren delade en bild på skivomslaget till 4-chanforumet /mu/, och efterfrågade även ifall någon där hade någon information om bandet. Omslaget innehöll enbart medlemmarnas förnamn och året EP:n släpptes, vilket försvårade inhämtandet av mer information om bandet. Spåren från EP:n laddades sedan upp på internet via Mega och Zippyshare, men på grund av skivans ålder och dåliga skick hade ljudkvaliteten kraftigt förvrängts. Många trodde att EP:n var ett skämt och spekulerade i att det ursprungliga inlägget på 4chan var ett PR-stunt. Trots att detta skapat ett stort intresse kring bandet framkom ingen mer information.
2017 fick D>E>A>T>H>M>E>T>A>L uppmärksamhet ytterligare en gång efter att albumet hade laddats upp på YouTube och genererat omkring 200 000 visningar. Detta ledde till att dedikerade fans bildade en sökgrupp för att samla, sammanställa och diskutera nya framgångar i sökandet efter bandet. Den 19 januari 2020 uppmärksammades en streckkod på albumomslaget, vilket ledde sökandet till en butik i Sherwood, Nottingham, vilket i sin tur fick användarna att söka efter musiker med namnet "Owain" i samma område.
21 januari 2020 lyckades en deltagare i sökinsatsen lokalisera en Facebook-profil tillhörande ledsångaren Owain Davies, och skrev i ett meddelande "Hello, you’ll probably never read this, but are you the lead singer of Panchiko?", vilket Davies besvarade med ett "Yeah". Davies som nu befann sig i sena 30-årsåldern, hade ingen aning om den stora uppmärksamhet som uppstått kring EP:n på internet, och kontaktade genast Wright, som vid tidpunkten befann sig i Sydkorea. Wright kontaktade sedan Ferreday som var i Cambridge. Ingen av dem var heller medvetna om bandets nyfunna popularitet.
Den ursprungliga trummisen John hade inte längre kontakt med någon av de övriga bandmedlemmarna. Var han befinner sig var i början av 2020-talet fortfarande okänt. Det är också oklart om han blivit medveten om Panchikos nuvarande status och framgång.

### Återförening, återutgivningar och turnéer (2020–idag)
Efter att ha blivit kontaktad av Wright åtog sig Davies uppgiften att samla in och remastra Panchikos tidigare inspelningar. Detta visade sig till en början vara svårt på grund av skicket på de skivexemplar som fanns till hands, och Davies hade inte längre tillgång till de ursprungliga inspelningarna. Han blev dock efter en tid kontaktad av en vän till Wright, som berättade att han ägde ett exemplar av D>E>A>T>H>M>E>T>A>L i gott skick och helt utan skivröta. Genom att använda sig av detta exemplar lyckades Wright remastra samtliga fyra spår på D>E>A>T>H>M>E>T>A>L-albumet, och släppte de remastrade versionerna online två veckor senare, vilket gav lyssnare möjligheten att för första gången höra klarare versioner av låtarna.
Den 16 februari 2020 återutgavs D>E>A>T>H>M>E>T>A>L genom webbplattformen Bandcamp, och var vid detta lag utökat till ett fullångt samlingsalmbum. Återutgivningen innehöll även spår från den tidigare outgivna EP:n Kicking Cars från 2001, såväl som de ursprungliga "ruttnade" versionerna av de fyra spår som återfanns på D>E>A>T>H>M>E>T>A>L. På dagen för återutvigningen blev albumet ett av de bäst säljande på Bandcamp. Två månader senare släpptes samlingsalbumet på Spotify.
Därefter arbetade Davies, Wright och Ferreday tillsammans för att försöka återförena bandet. Under 2020 och 2021 släppte Panchiko mer tidigare outgiven musik inspelad mellan 1997 och 2001, samt ny originalmusik. Denna musik släpptes på olika streamingtjänster och såldes i olika fysiska format via Bandcamp, bland annat på vinyl och kassettband. I juli 2020 släppte Panchiko Ferric Oxide (Demos 1997-2001), som innehöll 18 tidigare outgivna demo-spår. I maj 2020 släppte de "R>O>B>O>T>S>R>E>P>R>I>S>E", en nyinspelning av låten "Laputa". I juni 2020 släppte de "Machine Gun Drum," vilket var bandets första originallåt sedan uppbrottet. I februari 2021 släppte bandet The Death Of, som innehåller "Infinite Pieces," en låt de råkat stöta på av misstag efter att ha hittat en CD utan etikett. Detta var det sista spåret bandet hann spela in innan splittringen 2001.
I november 2020 släppte Panchiko en samling remixer av låten "D>E>A>T>H>M>E>T>A>L". En av artisterna Panchiko samarbetade med var Tongg. Tidigare hade Wright regelbundet bidragit med keyboard och produktion för Tongg under namnet We Show Up on RadaR. Förutom Wright består Tongg av medlemmarna Rob Harris (som sjunger, spelar gitarr och keyboard) och John Schofield (som spelar trummor och slagverk). Sent 2021 rekryterade Panchiko Harris och Schofield som gitarrist och trummis. Den 31 augusti 2021 återförenades bandet för att repa för första gången på 20 år. Den 6 december 2021 genomförde Panchiko sin första liveshow sedan splittringen, vilken hölls på Metronome-arenan hemstaden Nottingham. Där spelare de inför en publik på cirka 400 personer.
Den 13 maj 2022 genomförde de sin nästa stora spelning i Hackney, London. Senare under samma år påbörjade bandet sin första turné, som ägde rum i USA. Turnén inkluderade även en spelning på festivalen South by Southwest i Texas.  Under turnén släppte de en deluxe-utgåva kallad D>E>L>U>X>E>M>E>T>A>L, som steg till en andraplats på Bandcamps alternativa topplista den 20 oktober 2022.
Den 13 februari 2023 annonserade bandet debutalbumet "Failed at Math(s)," som släpptes 5 maj samma år. Den 7 mars 2023 släppte Panchiko "Failed at Math(s)," den titulära låten från deras nästkommande album. Det är den andra originallåten som har släppts och spelats in efter återföreningen. I maj 2023 påbörjade Panchiko sin andra USA-turné, vilken planeras att avslutas 18 maj 2024 i San Diego.

## Medlemmar
På flera utgivningar krediteras bandmedlemmarna med "Panchiko" som efternamn, t.ex. "Andy Panchiko."
Nuvarande medlemmar
- Owain Davies – sång, gitarr, sampling, produktion, textförfattare (1997–2001, 2020–nutid), piano, konst (2020–nutid)
- Andrew "Andy" Wright – gitarr, keyboard, sampling, sequencing, ljudteknik, produktion, textförfattare (1997–2001, 2020–nutid), konst (2020–nutid)
- Shaun Ferreday – bass, basprogrammering, effekter (1997–2001, 2020–nutid)
- Robert "Rob" Harris – gitarr (2021–nutid)
- John Schofield – trummor, percussion (2021–nutid)

Tidigare medlemmar
- John – trummor, sequencing (1997–2001)

## Diskografi

### Album

#### Studioalbum
| Titel             | Albumdetaljer           |
| ----------------- | ----------------------- |
| Failed at Math(s) | - Utgiven: 5 maj 2023   |
| ' 'Ginkgo' '      | - Utgiven: 4 april 2025 |

#### Samlingsalbum
| Titel                                         | Albumdetaljer                                                                 |
| --------------------------------------------- | ----------------------------------------------------------------------------- |
| D>E>A>T>H>M>E>T>A>L (Remastered and reissued) | - Utgiven: 16 februari 2020 - Format: Digital nedladdning, CD, vinyl, kassett |
| D>E>L>U>X>E>M>E>T>A>L                         | - Utgiven: 2 oktober 2020 - Format: Digital nedladdning, vinyl, kassett       |
| Ferric Oxide (Demos 1997–2001)                | - Utgiven: 25 juli 2020 - Format: Digital nedladdning, vinyl, kassett         |

### EP-skivor
| Titel               | Låtlista                                                                         | Albumdetaljer                         |
| ------------------- | -------------------------------------------------------------------------------- | ------------------------------------- |
| D>E>A>T>H>M>E>T>A>L | 1. D>E>A>T>H>M>E>T>A>L 2. Stabilisers for Big Boys 3. Laputa 4. The Eyes of Ibad | - Utgiven: 18 juni 2000 - Format: CD  |
| Kicking Cars        | 1. Cut 2. Sodium Chloride 3. Kicking Cars                                        | - Inspelad: 2001 - Format: Ej utgiven |

### Remixprojekt
| Titel                 | Albumdetaljer                                                                   |
| --------------------- | ------------------------------------------------------------------------------- |
| D>E>A>T>H>M>E>T>A>L>S | - Utgiven: 20–22 november 2020 - Release type: EP - Format: Digital nedladdning |
| R>E>M>I>X>E>D         | - Utgiven: 20–22 november 2020 - Release type: EP - Format: Digital nedladdning |

### Liveinspelningar
| Titel              | Albumdetaljer                                                                     |
| ------------------ | --------------------------------------------------------------------------------- |
| L>I>V>E>M>E>T>A>L  | - Released: 2–18 juni 2021 - Release type: EP - Format: Digital nedladdning       |
| Live               | - Released: 2–18 juni 2021 - Release type: EP - Format: Digital nedladdning       |
| Live in Nottingham | - Released: 22 april 2022 - Release type: LP - Format: Digital nedladdning, vinyl |

### Singlar
| Sångtitel                                                                         | Utgivningsdatum  | Album                          |
| --------------------------------------------------------------------------------- | ---------------- | ------------------------------ |
| "R>O>B>O>T>S>R>E>P>R>I>S>E" (nyinspelad version av "Laputa")                      | 18 maj 2020      | Inget album                    |
| "Machine Gun Drum"                                                                | 11 juni 2020     | Inget album                    |
| "Untitled Demo - 1997" (inspelad 1997)                                            | 7 juli 2020      | Ferric Oxide (Demos 1997–2001) |
| "Infinite Pieces" (inspelad 2001) "Untitled Acoustic Song - 1997" (inspelad 1997) | 14 februari 2021 | The Death Of                   |
| "Failed at Math(s)"                                                               | 7 mars 2023      | Failed at Math(s)              |
| "Until I Know"                                                                    | 30 mars 2023     | Failed at Math(s)              |
| "Portraits"                                                                       | 12 april 2023    | Failed at Math(s)              |

### Musikvideor
| År   | Titel          | Regissör         |
| ---- | -------------- | ---------------- |
| 2023 | "Until I Know" | Simon Ellis      |
| 2023 | "Portraits"    | Shunsaku Hayashi |

### Visualizers
| År   | Titel                                                           |
| ---- | --------------------------------------------------------------- |
| 2020 | "R>O>B>O>T>R>E>P>R>I>S>E"                                       |
| 2020 | "Andy and Hugh Panchiko - DEATHMETAL Remix"                     |
| 2020 | "Tongg - DEATHMETAL Remix"                                      |
| 2021 | "Stabilisers For Big Boys - 1997 Anime Opening Credits Version" |
| 2023 | "Failed at Math(s)"                                             |

### Liveinspelningar
| År   | Titel                                                |
| ---- | ---------------------------------------------------- |
| 2020 | "PANCHIKO - DEATHMETAL"                              |
| 2021 | "PANCHIKO - LAPUTA - LIVE"                           |
| 2021 | "PANCHIKO - UNTITLED ACOUSTIC SONG 1997 - LIVE(ISH)" |
| 2021 | "MEGA_GHOST_SESSION"                                 |
| 2021 | "PANCHIKO - STUCK - FIRST BAND PRACTICE IN 20 YEARS" |
| 2021 | "Panchiko - GWEN EVEREST - Acoustic"                 |